# ويلي ماركوارت
خطأ لوا في mw.text.lua على السطر 25: bad argument #1 to 'match' (string expected, got nil).
ويلي ماركوارت (بالألمانية: Willi Marquardt)‏ (و. 1934 – 2017 م) هو لاعب كرة قدم، وممثل من ألمانيا، وألمانيا الشرقية، مركز لعبه هو حارس مرمى، توفي عن عمر يناهز 83 عاماً.

## روابط خارجية
- ويلي ماركوارت على موقع قاعدة بيانات كرة القدم.إي يو (الإنجليزية)
- ويلي ماركوارت على موقع ناشيونال فوتبول تيمز (الإنجليزية)
- ويلي ماركوارت على موقع عالم كرة القدم.نت (الإنجليزية)